# Crnogorska narodna vojska 1942. – 1944.
Lovćenska brigada glavna djelatna postrojba Crnogorske narodne vojske koja je kao oružana formacija postojala u Crnoj Gori od ožujka 1942. do konca 1944. godine.

## Formiranje
Početkom ožujka 1942. general Krsto Popović, karizmatični veteran Božićne pobune iz 1918. i zapovjednik Glavnog stožera Crnogorske vojske u Italiji 1919. – 1921. mobilizira svoje pristalice. Oni se okupljaju pod crnogorski alaj-barjak i uz pomoć talijanskih okupacijskih vlasti formira se Crnogorska narodna vojska s predviđenom ukupnom formacijom jačine 6.000-8.000 ljudi, no, stalno djelatna je bila jedino Lovćenska brigada koja je imala 1650 pripadnika.

## Okupacijska potpora
Lovćenskoj brigadi su talijanske vlasti osigurale redovne plaće, opskrbu i naoružavanje.

## Simboli
Pripadnici Lovćenske brigade  na narodnim su kapama nosili crnogorske kraljevske dvoglave orlove i u narodu su bili poznati kao krilaši (također i zelenaši, po podjeli na bjelaše i zelenaše oko anektiranja Kraljevine Crne Gore iz 1918. godine). Popoviću je od okupatora priznat čin generala.

## Politički cilj
Od travnja do srpnja 1941. po talijanskoj okupaciji Crne Gore odbio je general Popović, s jednim dijelom rukovodstva Crnogorske stranke, prihvatiti poziv da se priključi formiranju Nezavisne Države Crne Gore kojoj je amputiran značajni dio njezine povijesne teritorije.
General Popovića je formulirao svoja politička stajališta proglasom 8. ožujka 1942. godine (cit.orig.): 
"Nije veliki rat za male narode. Mali su gubitnici i kad su na strani pobjednika. Nama je Crna Gora najvažnija. Učinimo sve da je spasimo. Budite Crnogorci i mislite Crnogorski. Spas naroda je iznad svega”.
Nije bio protivan obnovi Jugoslavije, no s uvjetom da Crna Gora bude potpuno ravnopravna i ne-komunistička federalna jedinica.
Do sredine 1943. Lovćenska brigada je pacificirala zonu Cetinje-Nikšić-Podgorica-Budva-Bar od partizanskih i četničkih postrojbi, te su u tom području bratoubilačke borbe - u drugim dijelovima Crne Gore izuzetno masovne i brutalne - bile sporadične. Neprolivanje bratske krvi, retrospektivno, smatra se njezinim glavnim pozitivnim doprinosom.

## Formacija Lovćenske brigade
- Glavni stožer: zapovjednik general Krsto Popović, zamjenik bojnik Blažo Marković, šef stožera bojnik Mihailo Jovićević, glavni politički savjetnik dr. Novica Radović, politički savjetnik dr. Milan Rakočević, glavni vojni savjetnik brigadir Ivan Bulatović.

- 1. bataljun, baza Čevo, zapovjednik Dušan Vuković;
- 2. bataljun, baza Rijeka Crnojevića, zapovjednik Đoko Drecun;
- 3. bataljun, baza Brčeli, zapovjednik Petar Vuleković;
- 4. bataljun, baza Velimlje, zapovjednik Risto Radović.

- 1. posada Budva, zapovjednik Vidak Mićunović;
- 2. posada Petrovac, zapovjednik Vaso Radovanović;
- 3. posada Bar, zapovjednik Mirko Božović;
- 4. posada Grahovo, zapovjednik Vidak Roganović;
- 5. posada Kokoti, zapovjednik Andrija Pejović.[1]

## Odnosi s četnicima
Okupacijski talijanski guverner na Cetinju, general Pircio Biroli, podijelio je Crnu Goru na tri djelatna sektora, od kojih su dva kontrolirali četnici a jedan krilaši. Osim tenzija i nepoverenja, nema izvješća o značajnijim oružanim sukobima krilaša i četnika. No, i krilaši i četnici su jedne druge smatrali svojim neprijateljima s kojima se treba obračunati po okončanju Drugog svjetskog rata.
Četnički general Dragoljub Mihailović je 29. rujna 1942. zapovjedio Pavlu Đurišiću, komandantu djela četničkih postrojbi u Crnoj Gori, sljedeću mjeru (cit.orig.): "Obzirom na pojavu komunističkih trojki i rad zelenaša u Crnoj Gori NAREĐUJEM da preduzmete najenergičnije mjere za uništavanje komunista i zelenaša — naročito komunista". Ova zapovijed nije izvršena.

## Odnosi s partizanima
General Popović je početkom 1943. odbacio pozive talijanske i četničke komande da se pridruži borbama protiv partizana u dolini Neretve (Bitka na Neretvi). Zatvorio je koncentriranjem svojih postrojbi crnogorsku granicu kod Vilusa i Bileće (Istočna Hercegovina) i prešutno je dozvolio izvlačenje manjih partizanskih grupa preko teritorija koji je kontrolirao. Ali, general Popović je također odbio, više puta, diskretne pozive Tita i Vrhovnog partizanskog stožera da se njima sa svojim trupama priključi.

## Rasformiranje
Kapitulacijom Italije 9. rujna 1943. i dolaskom Wehrmachta u Crnu Goru, Lovćenska brigada je nastavila s djelovanjem, ali je broj djelatih pripadnika limitiran na 600 boraca (po 200 boraca, baze: Čevo, Rijeka Crnojevića i Vilusi). 
Popović je delegirao trojicu svojih ljudi (Živka Anđelića, Bogdana Ivanovića, Mitra Popovića) u tzv. Narodnu upravu koju je na Cetinju oformila njemačka okupacijska vlast.
Koncem 1944. partizani su oslobodili najveći dio Crne Gore dok se glavnina četničkih postrojbi evakuirala s Nijemcima preko teritorija NDH. 
Najveći broj pripadnika Lovćenske brigade se priključio partizanima. 
No, manji dio (grupe časnika Dušana Vukovića i Goluba Draškovića, te samog generala Popovića) ostao je u crnogorskim planinama i pružao otpor novim vlastima. 
General Popović ubijen je ožujka 1947. u zasjedi OZNA-e.